# Neivamyrmex modestus
Neivamyrmex modestus är en myrart som beskrevs av Borgmeier 1933. Neivamyrmex modestus ingår i släktet Neivamyrmex och familjen myror. Inga underarter finns listade i Catalogue of Life.